# SMS Derfflinger
La SMS Derfflinger era un incrociatore da battaglia (Schlachtkreuzer in lingua tedesca) della Kaiserliche Marine costruito appena prima dell'inizio della prima guerra mondiale.
Era la prima nave della sua classe comprendente anche la SMS Lützow e la SMS Hindenburg. Il Derfflinger era più grande e comprendeva notevoli miglioramenti rispetto agli incrociatori della classe precedente nell'armamento, la protezione e l'autonomia. La nave fu battezzata in onore del Generalfeldmarschall Georg von Derfflinger.
Il Derfflinger fece parte del I. Aufklärungsgruppe (I Gruppo da ricognizione) per la maggior parte della prima guerra mondiale, partecipando alle azioni della flotta tedesca. Presente nelle azioni di bombardamento della costa inglese, come nelle battaglie sul Dogger bank e nello Jutland, dove la sua estrema resistenza gli fece guadagnare il soprannome di Iron dog (cane di ferro in lingua inglese) da parte degli avversari britannici. Durante la battaglia dello Jutland, insieme al Seydlitz, distrusse la HMS Queen Mary ed insieme al Lützow affondò il HMS Invincible. Alla fine della guerra, la Derfflinger fu condotta insieme alla maggior parte della Hochseeflotte presso la base di Scapa Flow mentre venivano discusse le clausole del trattato di Versailles. Il 21 giugno 1919 la flotta preferì autoaffondarsi che cadere in mani britanniche. Il Derfflinger affondò alle 14.45.

## Costruzione

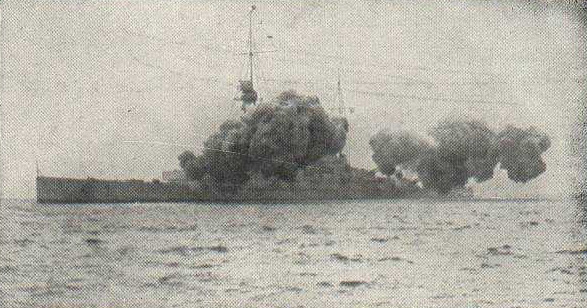
La Derfflinger fa fuoco con i suoi cannoni principali.

Il Derfflinger fu costruito dai cantieri Blohm & Voss in Amburgo, con il numero di cantiere 213. Fu la nave meno costosa delle tre della sua classe, con un costo di 56 milioni di Goldmark. Sulla nave fu montato un sistema di smorzamento del rollio, tipo Frahm, formato da tre serbatoi d'acqua, posti a centronave lungo la traversa, collegati da tubazioni e asserviti da una pompa, il sistema fu provato fino al 1914, ma le sue scarse prestazioni e gli inconvenienti che causava all'operatività della nave portarono alla sua rimozione. Il varo si tenne il 14 giugno 1913, alla presenza del generale August von Mackensen,, ma durante la cerimonia una delle slitte in legno che sostenevano la nave si bloccò. Solo un mese dopo, il 12 luglio, fu varata. Entrò in servizio nella Hochseeflotte il 1º settembre 1914, poco dopo l'inizio della prima guerra mondiale. Nell'ottobre fu assegnata al I. Aufklärungsgruppe, ma un guasto alle turbine, durante le prove, ritardò la messa in linea fino al 16 novembre.
Il Derfflinger misurava 210 m al galleggiamento e 210,4 m fuori tutta, era largo 29 m, ed aveva un pescaggio di 9,2 m a prua e 9,57 m a poppa. Dislocava 27.000 t standard, e fino a 30.000 t a pieno carico.
L'equipaggio standard era di 44 ufficiali e 1.068 marinai.
Il Derfflinger era propulso da due gruppi di turbine a vapore che azionavano una coppia di eliche tripala ciascuno. I gruppi erano costituiti da una turbina per l'alta pressione e una per la bassa pressione. Le turbina ad alta pressione muovevano gli assi esterni, mentre le turbine a bassa pressione quelli interni.
Il vapore era prodotto da 14 caldaie a tubi d'acqua con doppia fornace alimentate a carbone. Il Derfflinger sviluppava una velocità 25,5 nodi (47,2 km/h) e aveva un'autonomia di 5.600 miglia a 14 nodi. Nell'agosto del 1915, fu installata una a gru a centronave e furono condotte delle prove con un idrovolante Hansa-Brandenburg W.
Con otto cannoni da 305 mm SK L/50 il Derfflinger era il più potente e più grande incrociatore tedesco dell'epoca.
Era, inoltre, dotato di 12 cannoni da 150 mm SK L/45 a tiro rapido, installati nella casamatta centrale ed otto cannoni da 88 mm SK L/45 sulla sovrastruttura. Inoltre, erano presenti altri quattro cannoni 88 mm Flak L/45 antiaerei attorno al fumaiolo anteriore. Dopo il 1916, le quattro armi da 88 mm nella parte anteriore della sovrastruttura furono rimosse.
La nave era anche dotata di quattro tubi lanciasiluri da 500 mm al di sotto della linea di galleggiamento: uno a prua, uno a poppa e due di bordata.

## Servizio

### Bombardamento di Scarborough, Hartlepool e Whitby
La prima azione del Derfflinger fu un'incursione contro i porti inglesi di Scarborough, Hartlepool e Whitby. Un attacco contro le coste inglesi era già stato compiuto dagli incrociatori da battaglia del primo gruppo da ricognizione contro il porto di Yarmouth nel 1914.
L'ammiraglio Friedrich von Ingenohl decise di effettuare un altro raid sulle coste inglesi nel tentativo di attirare una parte della flotta britannica per distruggerla in combattimento. Alle 03:20 del 15 dicembre, gli incrociatori da battaglia Moltke, Seydlitz, Von der Tann, Derfflinger, e Blücher, insieme agli incrociatori leggeri Kolberg, Strassburg, Stralsund, e Graudenz, e due squadre di torpediniere lasciarono l'estuario del fiume Jade. Le navi fecero rotta verso nord passando l'isola di Helgoland, finché raggiunsero il faro di Horns Rev lungo la costa danese, dove deviarono a ovest verso Scarborough. Dodici ore dopo che Hipper aveva lasciato il porto di Jade, la Hochseeflotte, comprendente 14 navi da battaglia 8 corazzate e una flotta di copertura composta da due incrociatori corazzati, 7 incrociatori leggeri, e 54 torpediniere, partì alla guida dell'ammiraglio Ingenohl per fornire copertura tattica.
Il 26 agosto 1914, l'incrociatore leggero tedesco SMS Magdeburg si era arenato nel golfo di Finlandia; il relitto fu catturato dalla marina russa, che rinvenne, intatti, i codici della marina tedesca, insieme alle carte di navigazione del Mare del Nord. Questi documenti furono inviati alla marina britannica. Il dipartimento di crittoanalisi dell'Ammiragliato, Room 40 ("stanza 40" in lingua inglese) iniziò a decrittare i messaggi della marina tedesca ed il 14 dicembre intercettò un messaggio relativo al piano per bombardare Scarborough. Comunque i dettagli del piano rimasero sconosciuti, e fu dedotto che, come nel precedente bombardamento la maggior parte della flotta tedesca sarebbe rimasta in porto, al sicuro. I quattro incrociatori da battaglia del viceammiraglio Beatty, scortati dal 3rd Cruiser Squadron (terza squadra incrociatori) e dal 1st Light Cruiser Squadron (prima squadra incrociatori leggeri), insieme al 2nd Battle Squadron (seconda squadra da battaglia) composta da sei navi da battaglia, furono schierate per tendere un'imboscata alla squadra di Hipper.
Nella notte del 15 dicembre, la Hochseeflotte avvistò i cacciatorpediniere britannici. Temendo un attacco notturno da parte delle torpediniere, l'ammiraglio Ingenohl ordinò alle sue navi di ritirarsi. Hipper rimase all'oscuro della ritirata di Ingenohl, e continuò la sua missione. Prima di raggiungere la costa inglese, la squadra di Hipper si divise in due gruppi. Seydlitz, Moltke, e Blücher andarono verso nord per colpire Hartlepool, mentre Von der Tann e Derfflinger andarono a sud per bombardare Scarborough e Whitby. Durante il bombardamento di Hartlepool, la Moltke fu colpita da un proiettile da 152 mm delle batterie costiere, che causò pochi danni al ponte e nessun ferito. La Blücher fu colpita sei volte e la Seydlitz tre volte dalle batterie costiere. Alle 09:45 del 16 dicembre, i due gruppi si riunirono e iniziarono a dirigersi verso est.

La posizione reciproca delle flotte in campo la mattina del 16 dicembre

In quel momento, gli incrociatori di Beatty erano già in posizione per bloccare la rotta di fuga di Hipper, mentre il grosso delle forze britanniche si stava disponendo per completare l'accerchiamento. Alle 12:25, gli incrociatori leggeri del II Scouting Group iniziarono ad avanzare davanti alla flotta britannica per localizzare le navi di Hipper. Uno degli incrociatori della 2nd Light Cruiser Squadron avvistò l'incrociatore leggero Stralsund e segnalò la sua posizione al viceammiraglio Beatty. Alle 12:30, Beatty diresse le sue navi verso la posizione segnalata. Beatty riteneva che lo Stralsund fosse l'avanguardia della flotta di Hipper, ma, in realtà, gli incrociatori avvistati erano ben 50 km (31 mi) più avanti. Il 2nd Light Cruiser Squadron, che stava scortando le navi di Beatty, si disimpegnò per inseguire gli incrociatori tedeschi, ma un segnale mal interpretato li portò a riposizionarsi a protezione della flotta ed a rinunciare all'inseguimento. Questo errore permise agli incrociatori leggeri tedeschi di fuggire e permise ad Hipper di conoscere la presenza della squadra di Beatty. Gli incrociatori da battaglia di Hipper si diressero verso nord-est evitando la squadra britannica.
Sia i tedeschi che i britannici erano insoddisfatti per non aver ingaggiato efficacemente l'avversario. La reputazione dell'ammiraglio Ingenohl soffrì della apparente timidezza mostrata. Il capitano della Moltke espresse tutto il suo disappunto; affermò che Ingenohl si era ritirato "perché aveva paura di undici cacciatorpediniere inglesi che potevano essere eliminati … sotto l'attuale comando non otterremo nessun risultato." La storiografia ufficiale tedesca critica Ingenohl per non aver utilizzato le sue forze da ricognizione per determinare le forze messe in campo dai britannici: "prese una decisione che, non solo poteva compromettere le sue forze presso le coste inglesi, ma anche perse l'occasione per ottenere una certa e importante vittoria."

### Battaglia di Dogger Bank

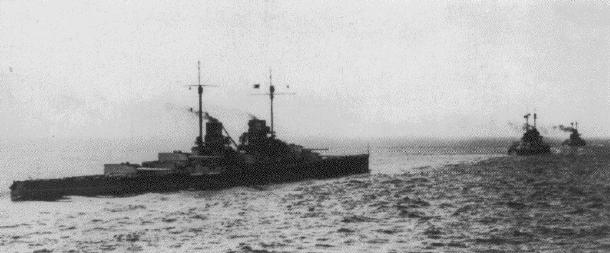
La squadra di incrociatori da battaglia in navigazione verso il Dogger Bank, nell'ordine: Derfflinger, Moltke, ed il Seydlitz.

Nel gennaio 1915, divenne evidente che le navi britanniche effettuavano azioni di ricognizione nella zona del Dogger Bank. L'ammiraglio Ingenohl era inizialmente riluttante a cercare di distruggere queste forze nemiche, poiché la Von der Tann era in bacino di carenaggio per manutenzione, rendendo più debole la sua squadra di incrociatori da battaglia. Ma il Konteradmiral Richard Eckermann, capo di stato maggiore della Hochseeflotte, insitè sull'oppurtunità dell'operazione, e così Ingenohl cedette e ordinò a Hipper di effettuare un raid presso il Dogger Bank.
Il 23 gennaio, Hipper uscì, con la sua bandiera sulla Seydlitz, seguita dalla Moltke, la Derfflinger, e la Blücher, insieme agli incrociatori leggeri Graudenz, Rostock, Stralsund, e Kolberg scortati da 19 torpediniere della V Flotilla e della II e XVIII Halß-Flotilla. Il Graudenz e lo Stralsund furono assegnati all'avanguardia, mentre il Kolberg ed il Rostock tenevano, rispettivamente, il fianco di sinistra e di dritta. Ogni incrociatore leggero aveva una mezza flottiglia di torpediniere di scorta.
Di nuovo, l'intercettazione e la decrittazione delle comunicazioni radio della flotta tedesca giocarono un ruolo importante. Nonostante non fossero riusciti a scoprire gli esatti piani di battaglia, i crittografi della Room 40 furono in grado di capire che Hipper avrebbe condotto delle operazioni nella zona del Dogger Bank. Per contrastarlo la squadra di incrociatori da battaglia di Beatty (1st Battlecruiser Squadron), quella del contrammiraglio Archibald Moore (2nd Battlecruiser Squadron) e la squadra di incrociatori leggeri del commodoro William Goodenough (2nd Light Cruiser Squadron) si sarebbero incontrate con la Harwich Force del commodoro Reginald Tyrwhitt alle ore 8:00 del 24 gennaio, a circa 30 miglia a nord del Dogger Bank.
Alle 08:14, il Kolberg avvistò l'incrociatore leggero HMS Aurora ed alcune cacciatorpediniere della Harwich Force. L'Aurora interrogò il Kolberg con la fotoelettrica per l'identificazione, così il Kolberg attaccò l'Aurora e la colpì con due proietti. L'Aurora rispose al fuoco e a sua volta, piazzò due colpi sull'avversario. Hipper immediatamente si diresse verso dove si stava combattendo, quando, quasi simultaneamente, lo Stralsund segnalò una grande scia di fumo a nord-est della sua posizione. Il fumo segnalava la presenza di un gran numero di navi da battaglia britanniche in rapido avvicinamento.
Hipper virò verso sud per fuggire, ma la velocità della sua squadra era limitata a 23 nodi, che era la velocità massima del vecchio incrociatore corazzato Blücher. Gli incrociatori da battaglia britannici inseguivano a 27 nodi, e presto raggiunsero le navi tedesche. Alle 09:52, la HMS Lion aprì il fuoco sul Blücher da una distanza di circa 18.300 m; subito dopo, la HMS Queen Mary e la HMS Tiger aprirono il fuoco. Alle ore 10:09, le navi britanniche colpirono per la prima volta il Blücher. Due minuti dopo, le navi tedesche risposero al fuoco, concentrando il fuoco principalmente sulla Lion, da una distanza di 15.460 m. Alle 10:28, il Lion fu colpito sulla linea di galleggiamento, si formò una falla che causò l'allagamento di una stiva del carbone. Per le 10:30, la HMS New Zealand, la quarta nave nella linea britannica, raggiunse la distanza di tiro per il Blücher ed aprì il fuoco. Alle 10:35, la distanza di tiro si era ridotta a 16 000 m, a questa distanza l'intera linea tedesca era sotto il tiro delle navi britanniche. Beatty ordinò ai suoi incrociatori da battaglia di ingaggiare le rispettive controparti nella linea tedesca. Comunque, la confusione sul Tiger portò il capitano a ritenere di dover colpire il Seydlitz, la circostanza permise al Moltke di combattere indisturbato.
Alle 10:40, uno dei proietti da 343 mm del Lion colpì il Seydlitz causando un danno ingente che distrusse le due torrette di poppa ed uccise 159 marinai. Fu evitata l'esplosione delle santabarbara grazie al tempestivo ordine di allagamento dato dall'ufficiale di zona. A questo punto, le navi tedesche avevano iniziato il tiro di distruzione sul Lion colpendolo ripetutamente. Alle 11:01, un proietto da 150 mm del Seydlitz colpì il Lion e mise fuori uso due generatori elettrici. Alle 11:18, Lion fu colpito da due proietti da 305 mm del Derfflinger, uno colpì la linea di galleggiamento e penetrò la murata, facendo penetrare l'acqua di mare nel serbatoio di alimentazione delle turbine. Questo danno disabilitò il Lion perché costrinse l'arresto delle macchine per evitare la contaminazione con l'acqua di mare. Alle 11:40 un proietto da 343 mm colpì il Derfflinger a centronave, appena sopra la linea di galleggiamento, il colpo esplose senza penetrare la corazza di murata, causando danni solo superficiali.

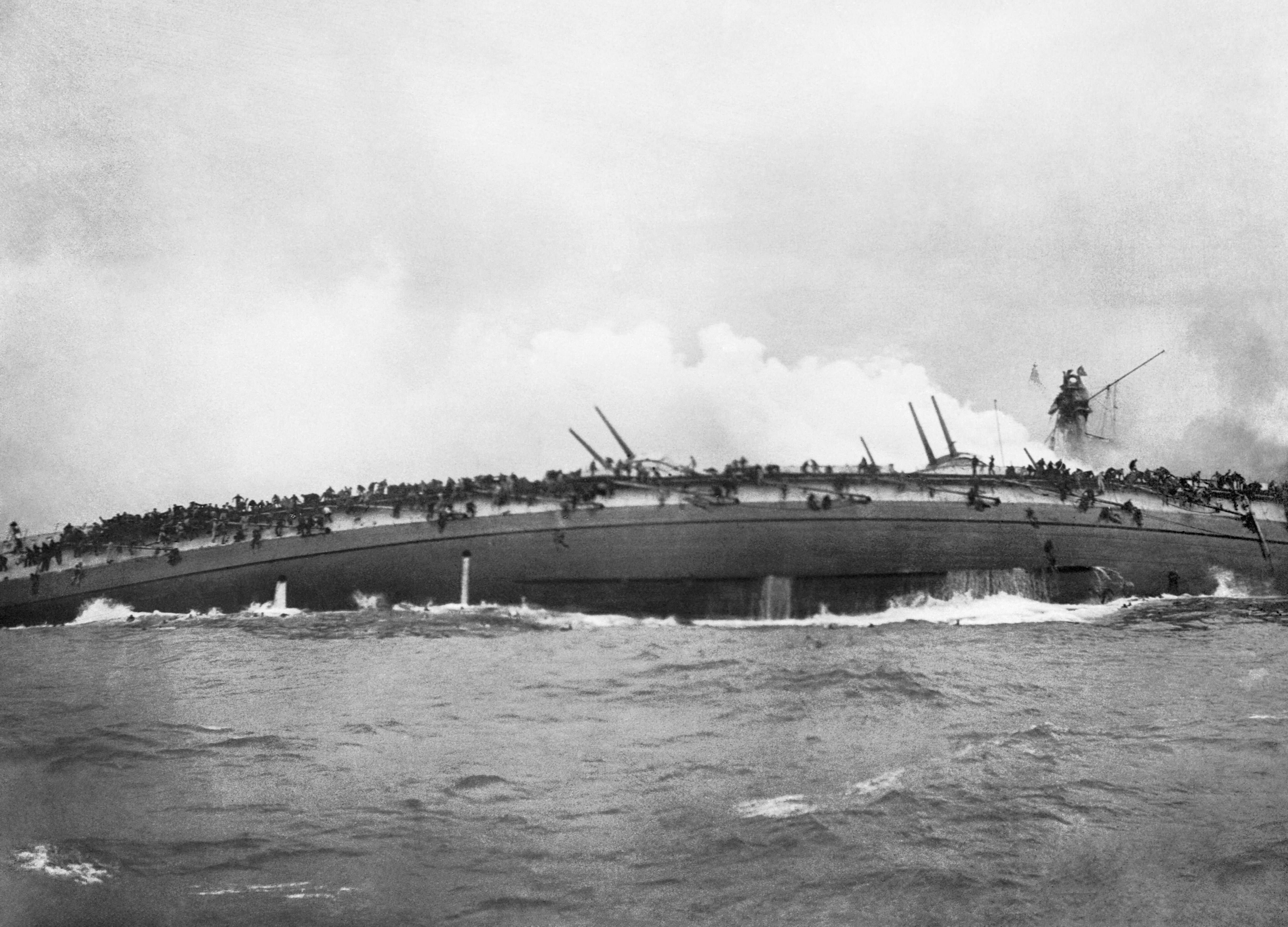
L'incrociatore Blücher affonda.

A questo punto il Blücher era pesantemente danneggiato dopo aver incassato numerosi colpi dei massimi calibri britannici. Comunque l'inseguimento si interruppe quando furono ricevuti diversi avvisi del rilevamento di numerosi sommergibili tedeschi sulla rotta delle navi britanniche; Beatty ordinò di effettuare manovre evasive, che permisero alle navi tedesche di aumentare il distacco. Nel frattempo, l'ultimo generatore funzionante del Lion smise di funzionare, causando il rallentamento della nave a 15 nodi. Beatty, dal Lion danneggiato, ordinò al resto della sua squadra di "Engage the enemy's rear" (Ingaggiate la retroguardia del nemico) ma la confusione dei segnali ottici portarono le navi a mirare solo al Blücher che fu affondata, permettendo al Moltke, Seydlitz, ed al Derfflinger di fuggire. Quando Beatty riuscì a comunicare di nuovo con le sue navi, dopo essersi trasferito sulla Princess Royal, le navi tedesche erano troppo lontane per poter essere raggiunte; alle 13:50 rinunciò all'inseguimento.

### Bombardamento di Yarmouth e Lowestoft
Il Derfflinger prese parte al bombardamento di Yarmouth e Lowestoft il 24-25 aprile. Hipper era in licenza per malattia, così la squadra di incrociatori da battaglia era al comando del Konteradmiral Friedrich Bödicker. Il Derfflinger, Lützow, Moltke, Seydlitz ed il Von der Tann lasciarono l'estuario del Jade alle 10:55 del 24 aprile, con il supporto di sei incrociatori leggeri e due flottiglie di torpediniere. Le unità principali della Hochseeflotte partirono alle 13:40, per fornire supporto a distanza alle navi di Bödicker. L'Ammiragliato britannico fu informato della sortita tedesca grazie all'intercettazione delle comunicazioni radio della marina tedesca, ed fece salpare la Grand Fleet alle 15:50.
Alle 14:00, la squadra di Bödicker aveva raggiunto la posizione al largo di Norderney, dalla quale virò verso nord per evitare gli osservatori olandesi di stanza sull'isola di Terschelling. Alle 15:38, la Seydlitz urtò una mina, che creò una falla di 15 m, appena sotto il portello lanciasiluri di bordata, facendo imbarcare 1 250 t d'acqua. La Seydlitz tornò indietro, insieme agli incrociatori leggeri, alla velocità di 15 nodi. Le altre navi della squadra virarono verso sud, in direzione di Norderney, per evitare ulteriori mine. Alle 16:00, la Seydlitz era in condizioni critiche, così si fermò la nave per permettere a Bödicker di sbarcare. La torpediniera SMS V28 portò Bödicker alla Lützow.
Per le 04:50 del 25 aprile, Gli incrociatori da battaglia tedeschi si stavano avvicinando a Lowestoft quando gli incrociatori leggeri SMS Rostock e SMS Elbing, che sorvegliavano il fianco meridionale della squadra, avvistarono gli incrociatori leggerie i cacciatorpediniere del commodoro Tyrwhitt, la Harwich Force. Bödicker decise di non ingaggiare le navi britanniche, ed iniziò a bombardare Lowestoft. Le navi tedesche distrussero due batterie costiere da 150 mm e danneggiarono alcuni edifici della città.
Alle 05:20, la squadra tedesca si diresse verso nord, verso Yarmouth, che raggiunse alle 05:42. la visibilità era così scarsa che le navi tedesche spararono solo una salva ciascuna tranne la Derfflinger, che sparò 14 colpi dalle sue batterie principali. Le navi tedesche si diressero verso sud, e alle 05:47 incontrarono di nuovo l'Harwich Force, che era stata affrontata dalla squadra dei sei incrociatori leggeri tedeschi. Le navi di Bödicker aprirono il fuoco da una distanza di 12 000 m. Tyrwhitt virò immediatamente e fuggì verso sud, ma non prima che l'incrociatore HMS Conquest subisse gravi danni. In seguito alle comunicazioni dell'attività di sottomarini e torpediniere, Bödicker rinunciò all'inseguimento e si diresse verso est verso la Hochseeflotte. A questo punto, Scheer, che era stato avvertito dell'uscita della Grand Fleet da Scapa Flow, decise di ritirarsi.

### Battaglia dello Jutland

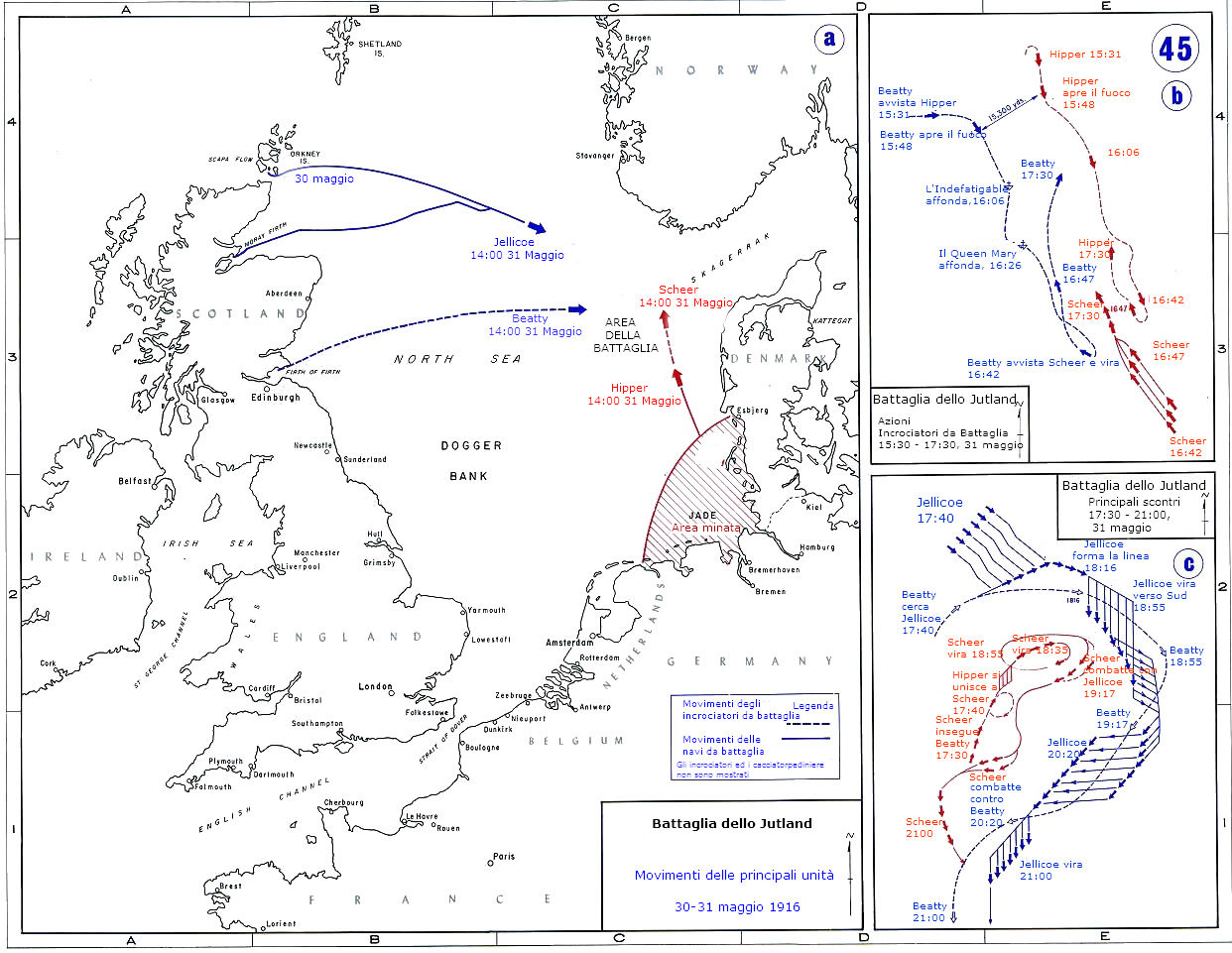
Schema della battaglia dello Jutland

Dopo l'azione su Lowestoft, l'ammiraglio Reinhard Scheer iniziò a programmare un'altra sortita nel Mare del Nord. Inizialmente programmata per la metà di maggio, fu rinviata per il danneggiamento, dovuto ad una mina, del Seydlitz che tardava ad essere riparato—Scheer era riluttante ad affrontare la battaglia senza la sua squadra di incrociatori da battaglia al completo. Il mezzogiorno del 28 maggio, vide il Seydlitz finalmente rimesso a posto e la nave tornò a far parte del I. Aufklärungsgruppe (I Gruppo da ricognizione).
Il Derfflinger , ed il resto del I Gruppo da ricognizione di Hipper, era all'ancora nell'estuario dello Jade la notte del 30 maggio 1916. Il mattino dopo, alle 02:00 CET, le navi si diressero, lentamente, verso lo Skagerrak ad una velocità di 16 nodi. La Derfflinger  era la seconda in una linea di cinque navi, dietro alla Lützow, l'ammiraglia del gruppo. Di scorta seguiva il II Gruppo da ricognizione, formato dagli incrociatori leggeri Frankfurt, ammiraglia del comandante di squadra (il contrammiraglio Bödicker), il Wiesbaden, il Pillau, e l'Elbing, insieme a 30 torpediniere della II, VI, e IX Flottiglia.
Un'ora e mezzo dopo, la Hochseeflotte al comando dell'ammiraglio Scheer lasciò lo Jade; La flotta era composta da 16 navi da battaglia. La scorta era costituita dal IV Gruppo da ricognizione, formato dagli incrociatori leggeri Stettin, München, Hamburg, Frauenlob, e Stuttgart, con le 31 torpediniere della I, III, V, e VII Flottiglia, guidate dal Rostock. Le sei navi da battaglia pre-dreadnoughts della II squadra da battaglia erano partite dai canali dell'Elba alle 02:45, e si incontrarono con il resto della flotta alle 5:00.
Poco prima delle 16:00, la squadra di Hipper incontrò la flotta di incrociatori da battaglia di Beatty. Le navi tedesche aprirono il fuoco per prime, alla distanza di 14.000 m. Quando le navi britanniche risposero al fuoco, errori di comunicazione fra gli incrociatori da battaglia britannici portarono il New Zealand ed il Tiger ad ingaggiare insieme il Moltke. I telemetristi britannici sbagliarono la distanza delle navi tedesche e la prima salva cadde miglia dietro i bersagli.
A causa di errori di trasmissione degli ordini tra le navi britanniche, il Derfflinger non fu ingaggiato per i primi 10 minuti della battaglia. L'ufficiale di tiro del Derfflinger, il Korvettenkapitän Georg von Hase affermò successivamente: Per qualche errore fummo lasciati stare. Ebbi un sorriso a denti stretti e mi apprestai a colpire il nemico con la massima calma, come in un'esercitazione di tiro, migliorando continuamente la precisione dei colpi.

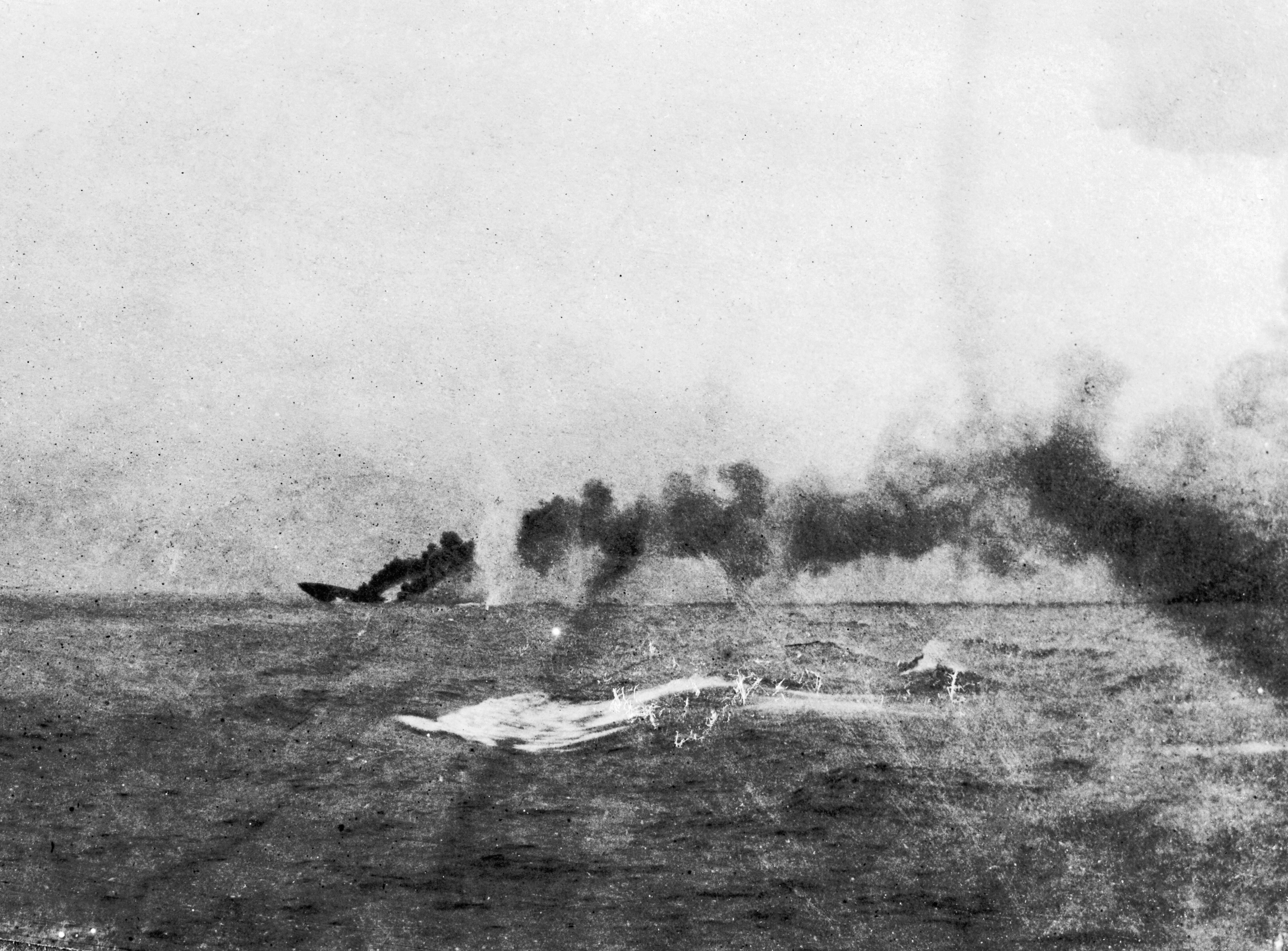
L'affondamento dell'Indefatigable

Alle 17:03, l'incrociatore da battaglia HMS Indefatigable fu distrutto dopo 15 minuti di fuoco del Von der Tann. A questo punto, gli incrociatori da battaglia di Hipper entrarono nel raggio d'azione della V squadra da battaglia, formata dalle nuove navi da battaglia della classe Queen Elizabeth, che erano dotate di cannoni da 381 mm, ed iniziarono a colpire il Von der Tann ed il Moltke.
In seguito ai danni inflitti dal Lützow sul Lion, il Derfflinger perse la visuale sulla nave britannica, e così, alle 17:16, trasferì il fuoco sulla Queen Mary. Anche il Seydlitz stava colpendo la Queen Mary e sotto il fuoco combinato dei due incrociatori tedeschi, l'unità britannica fu colpita ripetutamente in rapida successione. Gli osservatori sulla New Zealand e sulla Tiger, le due navi che precedevano la Queen Mary e la seguivano nella linea, riferirono di tre colpi, di una salva di quattro, colpirono la nave nello stesso istante. Due ulteriori colpi seguirono, ed una enorme esplosione si generò a centronave; dalla nave, spezzata in due, eruppe un'enorme nuvola di fumo nero.
Le prime navi della flotta da battaglia tedesca entrarono per le 18:00 nel raggio d'azione degli incrociatori britannici e delle navi della classe Queen Elizabeth ed iniziarono a scambiarsi colpi. Tra le 18:09 e le 18:19, il Derfflinger fu colpito da un proietto da 381mm sparato o dalla HMS Barham o dalla HMS Valiant. Alle 18:55, il Derfflinger fu colpito ancora; questo proietto colpì la prua e creò una falla che fece penetrare 300 t d'acqua.

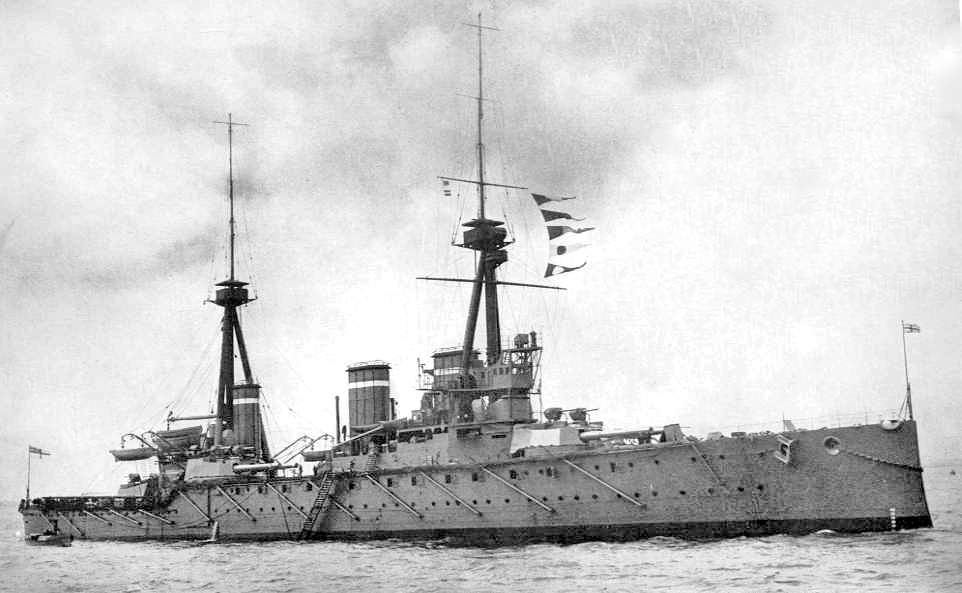
L'incrociatore da battaglia Invincible.

Per le 19:24, il 3rd Battlecruiser Squadron (terza squadra incrociatori da battaglia, in lingua inglese) si ricongiunse con le unità rimanenti della squadra di Beatty di fronte alla linea tedesca. Le navi britanniche avvistarono per primi il Lützow e il Derfflinger ed iniziarono a colpirli. In otto minuti, l'incrociatore da battaglia HMS Invincible centrò con otto proietti il Lützow. Contemporaneamente il Lützow ed il Derfflinger concentrarono il tiro sul proprio avversario, ed alle 19:31, il Derfflinger lanciò l'ultima salva contro l'Invincible. Subito dopo, la santabarbara di prua esplose la nave sparì in una sequenza di enormi esplosioni.
Per le 19:30, la Hochseeflotte, che fino ad allora era all'inseguimento degli incrociatori da battaglia britannici, non era ancora entrata in contatto con la Grand Fleet. Scheer stava considerando di ritirarsi prima del tramonto per evitare gli attacchi notturni delle torpediniere. Comunque, l'incontro delle sue avanguardie con la Grand Fleet, pose fine alla questione, rendendogli impossibile la ritirata a meno di sacrificare le lente corazzate della II squadra da battaglia, oppure coprirne la ritirata con le sue unità migliori rischiandole contro la superiore potenza di fuoco avversaria Invece, Scheer ordinò alle sue navi di virare di 16 quarte a dritta, in modo da porre le corazzate pre-dreadnoughts sul lato opposto del fuoco avversario.
Il Derfflinger e gli altri incrociatori da battaglia eseguirono la manovra richiesta, che li portò a poppa del König. Gli incrociatori di Hipper, che avevano subito duri colpi, ebbero un momento di respiro, e le incertezze sulla posizione e la rotta delle navi di Scheer portarono l'ammiraglio Jellicoe a portare le sue verso est, per intercettare quella che era la probabile rotta di fuga delle navi tedesche. Invece la flotta tedesca si dirigeva verso ovest, ma Scheer ordinò un'altra inversione di rotta, che la riportò al centro della flotta britannica. Sotto l'intenso fuoco delle navi britanniche, Scheer inviò la Moltke, il Von der Tann, il Seydlitz, ed il Derfflinger contro la linea britannica, tentando di scompaginarne la formazione e guadagnare tempo per poter ritirarsi. Alle 20:17, gli incrociatori tedeschi erano a soli 7.000 m dal HMS Colossus, a questo punto Scheer li diresse verso la nave alla testa della linea britannica. Tre minuti dopo, virarono in ritirata, coperti da un attacco di torpediniere.
In questa fase il Derfflinger fu più volte colpito da proietti di grosso calibro che incendiarono le cariche delle due torrette di poppa, uccidendone gli equipaggi, 153 uomini. I danni degli incendi si estesero agli apparati di controllo del tiro, tanto che delle due torrette rimanenti, solo una, quella all'estrema prua, era ancora connessa con la punteria centrale, mentre l'altra continuò a far fuoco affidandosi ai propri strumenti, in maniera indipendente.
Una pausa nella battaglia, al tramonto, permise al Derfflinger ed agli altri incrociatori da battaglia di eliminare i rottami che interferivano con i cannoni, spegnere gli incendi, riparare i sistemi di puntamento e segnalazione e preparare le fotoelettriche per il combattimento notturno. Solo tre fotoelettriche, erano sopravvissute agli scontri. Nel frattempo la flotta tedesca si era ben schierata in ordine inverso e alle 21:00 le avanguardie leggere tedesche entrarono in contatto con quelle britanniche. Il rinnovato scambio di artiglieria fu segnalato a Beatty, che inviò i suoi incrociatori verso est. Per le 21:09, avvistò gli incrociatori da battaglia tedeschi, e si portò a 7.800 m di distanza prima di aprire il fuoco alle 20:20. Nella mischia, il Derfflinger fu colpito diverse volte; alle 21:34, un proietto di grosso calibro colpì l'ultima torretta funzionante e la mise fuori uso.. Le navi tedesche risposero al fuoco con tutti i calibri disponibili, ed alle 21:32 colpirono, nella notte, sia il Lion che il Princess Royal. La manovra degli incrociatori da battaglia tedeschi costrinse la I squadra da battaglia a virare verso est per evitare la collisione, questa manovra portò la seconda squadra da battaglia direttamente dietro gli incrociatori ed impedì alle navi inglesi di inseguire gli incrociatori pesanti tedeschi quando questi virarono verso sud. Gli incrociatori da battaglia di Beatty aprirono il fuoco sulle vecchie corazzate della seconda squadra da battaglia tedesca che virarono verso sud-ovest per utilizzare tutti i propri cannoni verso gli incrociatori britannici.
Questo contatto durò soltanto alcuni minuti prima che l'ammiraglio Mauve facesse virare le sue navi 8 quarte a dritta; le navi britanniche, inesplicabilmente, non inseguirono le vecchie corazzate tedesche.

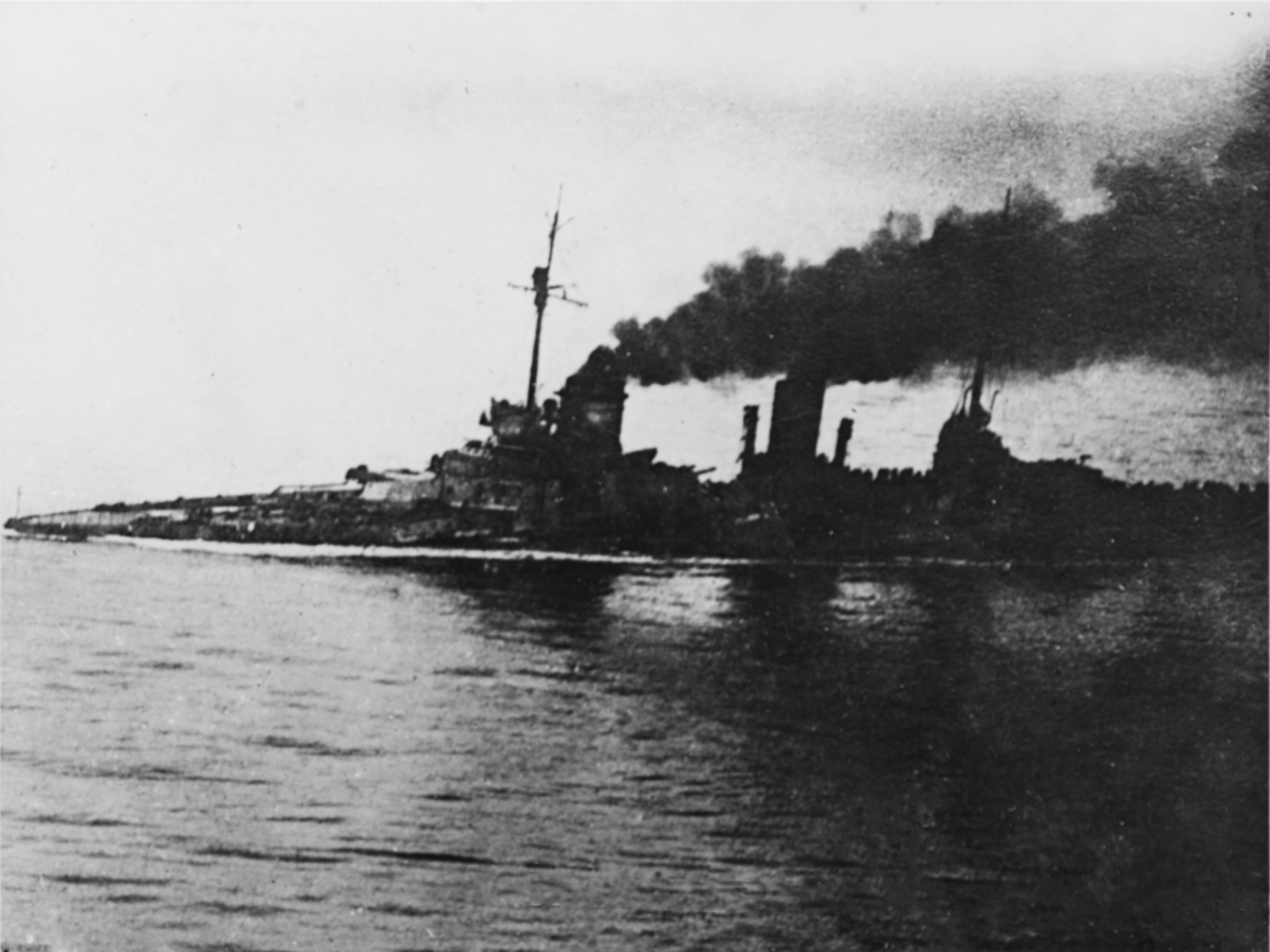
La Seydlitz, gravemente danneggiata, ritorna in porto dopo la battaglia

Verso la fine della battaglia, alle 03:55, Hipper trasmise una relazione all'ammiraglio Scheer per informarlo dei gravissimi danni subiti dalle sue navi. La Derfflinger ed il Von der Tann avevano solo due cannoni operativi ciascuna, la Moltke aveva imbarcato 1 000 t d'acqua, e la Seydlitz era gravemente danneggiata. Hipper: "Il I Gruppo da ricognizione non è più di nessun valore in un vero scontro, e di conseguenza gli è stato ordinato di fare ritorno in porto dal suo comandante in capo, il quale attende ulteriori sviluppi presso le secche di Horns Rev (costa ovest della Danimarca) insieme alla flotta da battaglia."

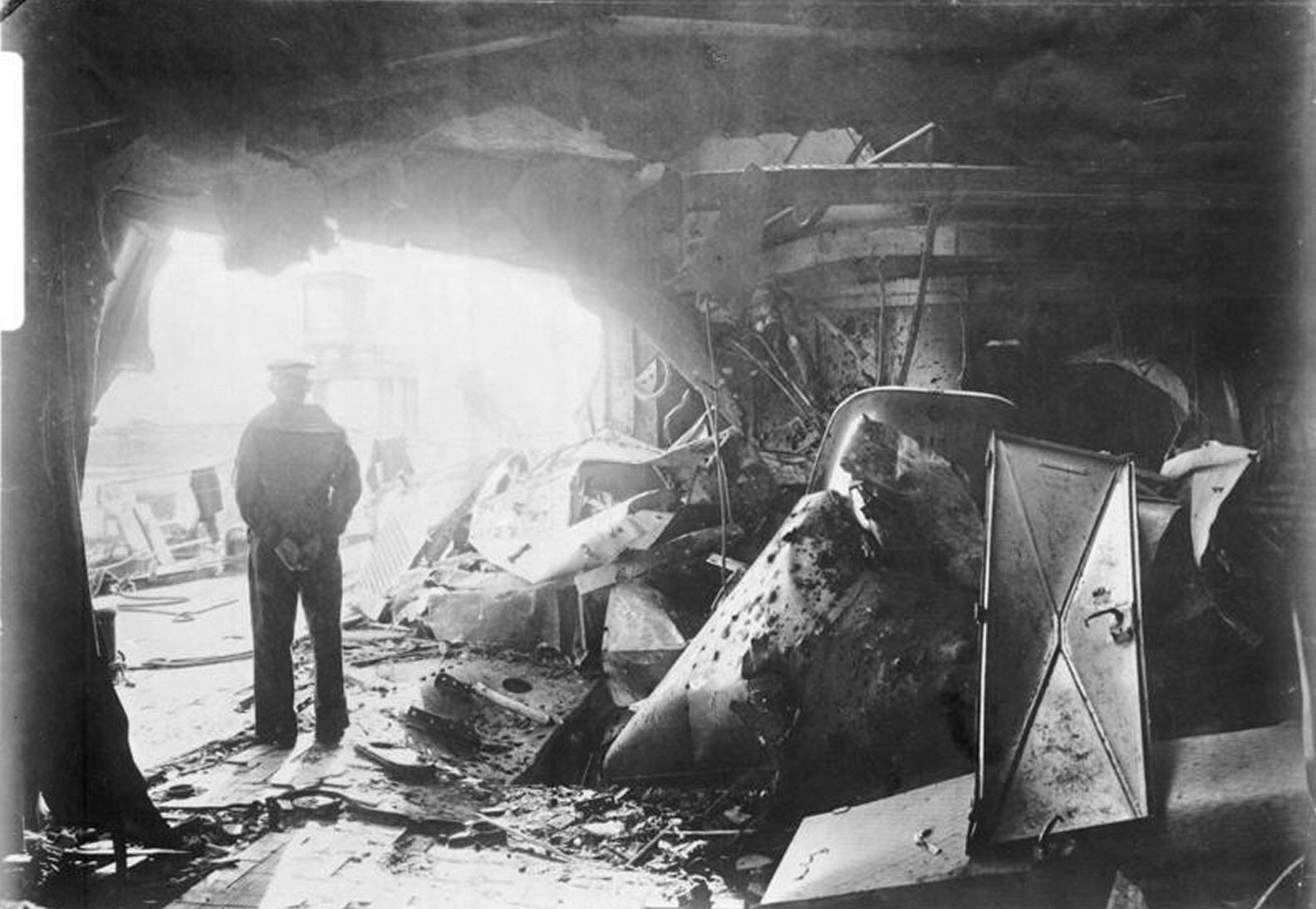
Estesi danni sul ponte superiore di sinistra del Derfflinger dopo la battaglia

Durante la battaglia, il Derfflinger fu colpito 17 volte, da proietti di grosso calibro e 9 volte da batterie secondarie. Solo il lato di sinistra fu colpito. Rimase in cantiere per riparazioni fino al 15 ottobre.
Il Derfflinger sparò 385 proietti dalle sue batterie principali, altri 235 dai cannoni secondari ed un siluro. L'equipaggio perse 157 uomini ed ebbe 26 feriti, furono le perdite più gravi di ogni equipaggio di una nave non affondata durante la battaglia. Per la sua eccezionale resistenza durante la battaglia dello Jutland, i britannici la soprannominarono "Iron Dog" (cane di ferro, in lingua inglese).

### Operazioni successive
Durante la seconda battaglia di Helgoland nel novembre 1917, il Derfflinger lasciò il porto per assistere gli incrociatori leggeri tedeschi del II gruppo da ricognizione, ma al momento del suo arrivo, insieme agli altri incrociatori da battaglia, la forza d'attacco britannica si era già ritirata verso nord.
Alla fine del 1917 la Hochseeflotte iniziò una serie di azioni contro i convogli alleati nel Mare del Nord, tra la Gran Bretagna e la Norvegia. In ottobre ed nel dicembre 1917, due convogli britannici per la Norvegia furono distrutti dagli incrociatori tedeschi, costringendo Beatty, ora comandante in capo della Grand Fleet, ad assegnare alcuni incrociatori da battaglia alla scorta dei convogli. Questa situazione dette all'ammiraglio Scheer l'opportunità cercata per tutta la guerra: l'occasione di combattere e distruggere una porzione della Grand Fleet.
Alle 05:00 del 23 aprile 1918, la Hochseeflotte lasciò il porto per intercettare uno dei convogli pesantemente scortati. Le trasmissioni radio furono ridotte al minimo per evitare di rendere nota l'operazione ai britannici. Per le 14:10, non era ancora stato avvistato il convoglio, e così Scheer decise di ritirarsi in acque tedesche.

### Destino finale

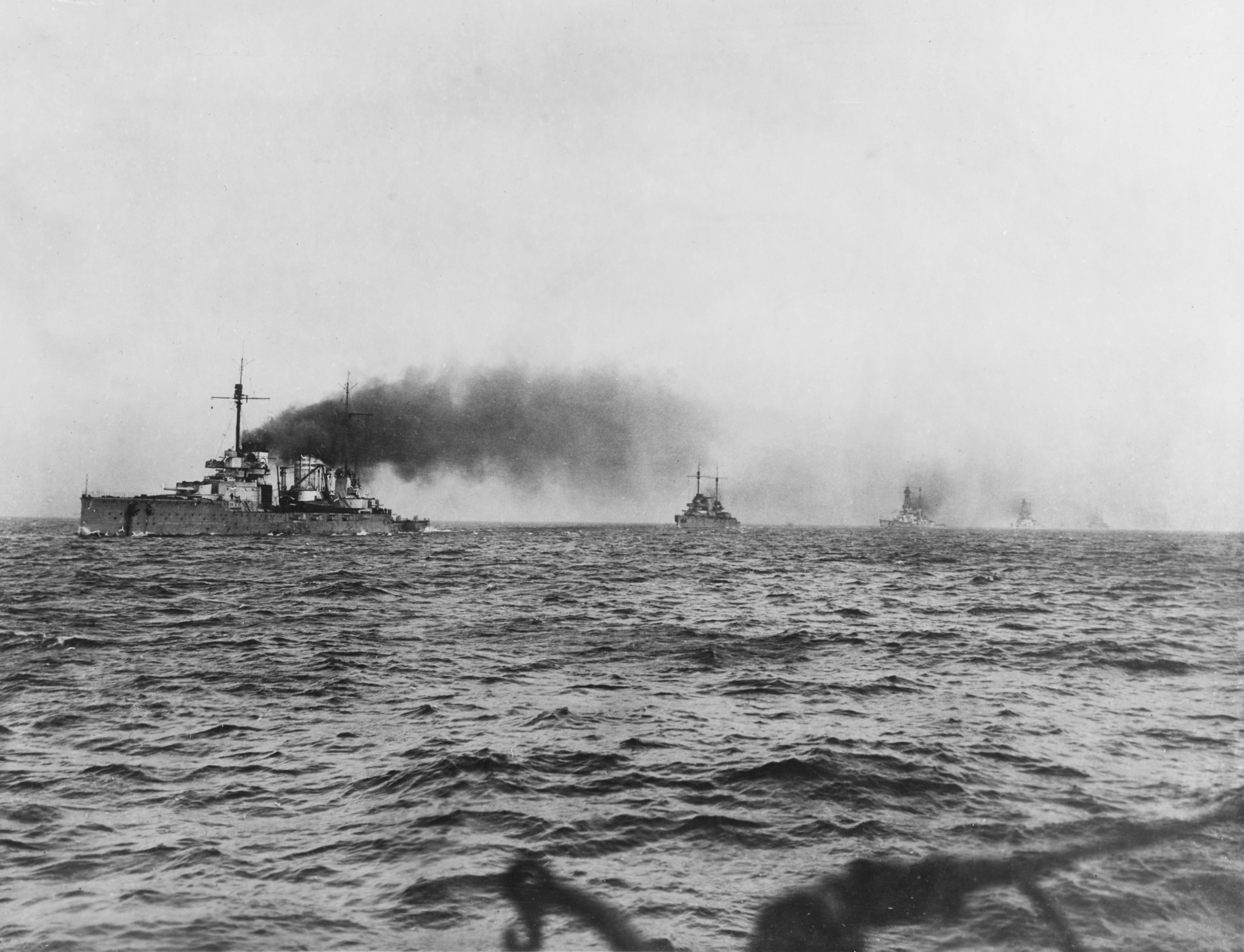
Il Seydlitz guida gli incrociatori da battaglia tedeschi verso Scapa Flow; Il Derfflinger è la terza nave nella fila.

Il Derfflinger avrebbe dovuto partecipare all'ultima azione della Hochseeflotte. Dalla base di Wilhelmshaven, la flotta tedesca, si sarebbe diretta in forze contro le coste inglesi per affrontare la Grand Fleet; Scheer — ora il Großadmiral della flotta — si proponeva di infliggere il massimo dei danni alla flotta britannica, per ottenere migliori condizioni di resa, sacrificando la flotta tedesca. Ma, mentre la flotta si riuniva a Wilhelmshaven, i marinai, stanchi della guerra, iniziarono a disertare in massa. Mentre la Von der Tann e la Derfflinger passavano attraverso le chiuse che dividevano il porto interno di Wilhelmshaven e i canali esterni, circa 300 uomini, da entrambe le navi, si calarono dalle murate e scapparono sulle rive.
Il 24 ottobre 1918, fu dato l'ordine di salpare da Wilhelmshaven. Dalla notte del 29 ottobre, i marinai di numerose navi si ammutinarono; tre navi della III Squadra si rifiutarono di levare le ancore, ed atti di sabotaggio si verificarono a bordo delle navi da battaglia SMS Thüringen e SMS Helgoland. L'ordine di partenza fu ritirato di fronte alla rivolta. Nel primo novembre 1918, iniziò la Rivoluzione tedesca che portò all'Armistizio, la fine delle ostilità.

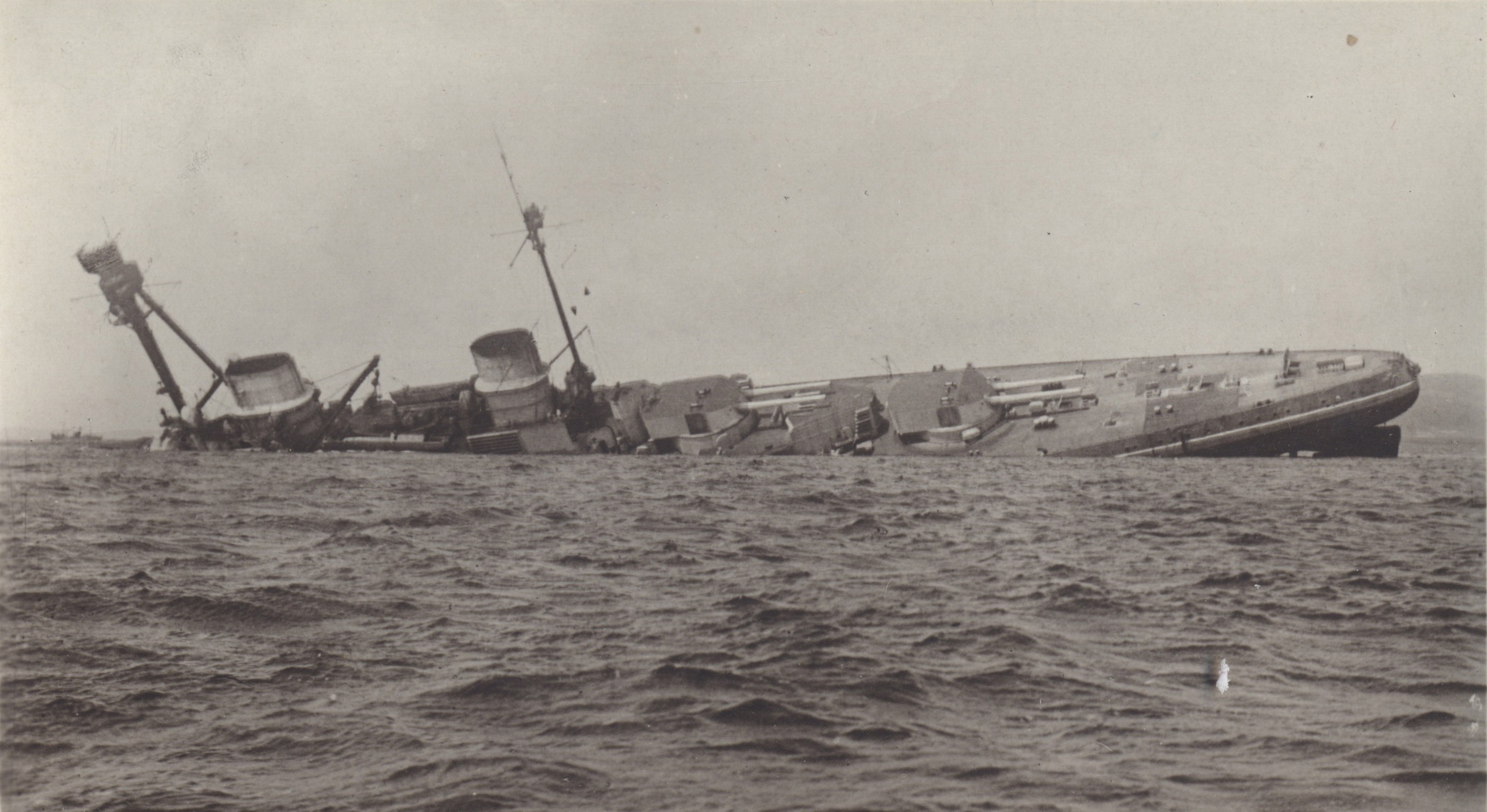
Il Derfflinger affonda

Il Derfflinger si arrese, con il resto della Hochseeflotte, il 24 novembre 1918 venendo quindi scortato presso Scapa Flow. Una volta che le navi furono internate, furono rimossi tutti gli otturatori dai cannoni, rendendoli inservibili.
Ritenendo che il Trattato di Versailles fosse stato siglato e le sue navi destinate ad essere requisite dai britannici, il contrammiraglio von Reuter ordinò l'affondamento della Hochseeflotte il 21 giugno 1919, mentre la Grand Fleet era in esercitazione. Le navi affondarono in due ore e quindici minuti. Il Derfflinger affondò, capovolgendosi, alle 14:45. La chiglia rimase emersa a lungo prima del recupero nel 1939 e fu ancorata, ancora capovolta, al largo dell'isola di Risa fino al 1946 quando fu rimorchiata presso il porto di Faslane per essere demolita, i lavori di demolizione terminarono nel 1948. La campana della nave fu restituita alla Marina Federale Tedesca il 30 agosto 1965.

### Riferimenti
1. 1 2 3 4 5 6  Crawford, p. 91.
2. 1 2 3 4  Gröner, p. 57.
3. ↑  Staff 2014, cap. Frahm tanks.
4. ↑  Potter, p. 122.
5. 1 2  Staff 2014, p. 39.
6. 1 2 3  Gröner, pp. 56-57.
7. ↑  Staff 2014, p. 35.
8. 1 2 3  Staff 2014, p. 37.
9. ↑  Staff 2014, p. 36.
10. ↑  Tarrant, p. 30.
11. 1 2 3  Tarrant, p. 31.
12. 1 2  Tarrant, p. 32.
13. 1 2 3  Tarrant, p. 33.
14. ↑  Staff 2014, p. 15.
15. ↑  Scheer, p. 70.
16. 1 2 3  Tarrant, p. 34.
17. 1 2  Tarrant, p. 35
18. 1 2 3 4  Tarrant, p. 36.
19. 1 2 3  Tarrant, p. 38.
20. 1 2  Tarrant, p. 39.
21. 1 2  Tarrant, p. 40.
22. 1 2  Staff 2014, cap. The Skagerrak Battle.
23. ↑  Tarrant, pp. 40-41.
24. ↑  Tarrant, p. 41.
25. ↑  Tarrant, p. 42.
26. 1 2 3  Tarrant, p. 52.
27. 1 2  Tarrant, p. 53.
28. 1 2  Tarrant, p. 54.
29. 1 2 3 4 5  Tarrant, p. 62.
30. ↑  Bennett, p. 183.
31. ↑  Tarrant, p. 90.
32. ↑  Tarrant, p. 94.
33. ↑  Tarrant, p. 96.
34. ↑  Tarrant, pp. 100-101.
35. ↑  Tarrant, p. 118.
36. ↑  Tarrant, p. 126.
37. ↑  Tarrant, pp. 147-149.
38. ↑  Tarrant, p. 150.
39. ↑  Tarrant, p. 152.
40. ↑  Tarrant, pp. 152-153.
41. ↑  Tarrant, pp. 155-156.
42. ↑  Tarrant, p. 163.
43. ↑  Tarrant, p. 165.
44. ↑  Tarrant, p. 173.
45. ↑  Tarrant, p. 179.
46. ↑  Tarrant, p. 181.
47. ↑  Hase, pp. 197-198.
48. ↑  Hase, pp. 202-204.
49. ↑  Hase, p. 213.
50. ↑  Tarrant, p. 193.
51. 1 2 3  Tarrant, p. 195.
52. ↑  Tarrant, pp. 195-196.
53. 1 2  Tarrant, p. 255.
54. ↑  Tarrant, p. 277.
55. ↑  Tarrant, p. 292.
56. ↑  Tarrant, p. 298.
57. ↑  Staff 2014, p. 66.
58. ↑  Staff 2014, p. 40.
59. ↑  Massie, p. 747.
60. 1 2  Massie, p. 748.
61. ↑  Tarrant, pp. 280-281.
62. ↑  Massie, p. 775.
63. ↑  Tarrant, pp. 281-282.
64. ↑  Reuter, p. 154.
65. ↑  Herwig, p. 255.
66. ↑  Reuter, p. 153.